# Melanotaenia ogilbyi
Melanotaenia ogilbyi é uma espécie de peixe da família Melanotaeniidae.
É endémica Nova Guiné Ocidental na Indonésia.